# Fryderyk Kettler
Fryderyk Kettler (de. Friedrich von Kettler) (ur. 25 listopada 1569 w Mitawie, zm. 16 sierpnia 1642) – książę Kurlandii i Semigalii w latach 1587–1642 (de facto do 1638). Syn Gottharda Kettlera i Anny Meklemburskiej, brat Wilhelma Kettlera, stryj Jakuba Kettlera.
Po śmierci ojca współrządził Księstwem Kurlandii i Semigalii wraz z bratem Wilhelmem. Zarządzał Semigalią. 27 września 1605 roku jako dowódca rajtarów kurlandzkich brał udział w bitwie pod Kircholmem.
W czasie jego panowania doszło do ostrego konfliktu książąt ze szlachtą kurlandzką, która domagała się takich samych przywilejów jakie miał ten stan w Rzeczypospolitej Obojga Narodów. Długotrwały spór zakończył się detronizacją Wilhelma Kettlera w 1616 roku za zabójstwo przywódcy opozycji. Fryderyk Kettler uniknął losu brata dzięki ugodzie Formula Regiminis z 1617 roku, w której zagwarantował swoim poddanym niektóre swobody i tolerancję religijną dla katolików. Od tego czasu był jedynym władcą i przejął po bracie we władanie Kurlandię.
Pod koniec życia podjął starania polityczne o uznanie przez króla polskiego Władysława IV Wazę praw do tronu kurlandzkiego swojego bratanka Jakuba Kettlera.
Fryderyk Kettler pochowany jest w krypcie pod pałacem w Mitawie.

## Życie prywatne
W 1600 roku Fryderyk Kettler ożenił się z księżną pomorską Elżbietą Magdaleną, córką księcia wołogoskiego Ernesta Ludwika. Ślub odbył się 4 maja w Wołogoszczy. Małżeństwo to pozostało bezdzietne.